# Qi Jiguang
Qi Jiguang (戚繼光T, 戚继光S, Qī JìguāngP, zi: Yuánjìng (元敬T), soprannominato prima Nántáng (南塘T), in seguito Mèngzhū (孟諸T, 孟诸S); Luqiao, 12 novembre 1528 – Luqiao, 5 gennaio 1588) è stato un generale e scrittore cinese.
Famoso generale ed eroe nazionale della dinastia Ming. Si distinse per il suo ruolo nelle campagne contro i pirati wokou. Si occupò inoltre di rinforzare e accrescere la Grande muraglia cinese. Nella cultura cinese è tradizionalmente considerato una figura eroica.

## Biografia

### I primi anni
Nacque nel 1528 nella città di Luqiao, a sud-est della zona amministrativa di Jining, nello Shandong, da una famiglia di lunga tradizione militare. Un suo antenato, morto in battaglia, servì come comandante militare sotto Zhu Yuanzhang. Quando Zhu Yuanzhang divenne imperatore, assegnò alla famiglia Qi il titolo ereditario di comandante in capo della guarnigione di Dingzhou, odierna Penglai.
La madre morì nel 1538, quando aveva 10 anni. Questo dramma lo rese più maturo rispetto ai bambini di questa età, e iniziò già a pensare al suo futuro. Qi Jingtong (戚景通), padre di Qi Jiguang, era un uomo retto e onesto e istruì il figlio alla morale: servire l'Impero senza restrizioni, assoluta probità e onestà verso gli amministrati, disinteresse per i desideri materiali. Nel 1544, quando Jingtong morì di una grave malattia all'età di 72 anni, Jiguang gli succedette nel comando della guarnigione di Dengzhou. Oltre a costruire la difesa navale della guarnigione, dovette anche portare le sue truppe per aiutare, tra il 1548 e il 1552, nella difesa di Jizhou, a est dell'odierna Pechino, contro i predoni mongoli orientali.
Mentre i suoi fratelli erano ancora giovani, nel 1545 si sposò con Wang, una delle figlie di una famiglia militare di alto rango, e non ebbero figli. Si dice che sia stato un uomo maledetto e spaventato dalla moglie, una donna di carattere forte che, nel 1561, si fece carico della difesa di un forte circondato da pirati. Laboriosa e organizzata, divenne rapidamente un aiuto indispensabile per lui, perché prendendosi cura di tutte le faccende domestiche, gli permise di concentrarsi solo sul suo lavoro. Dopo il 1563, prese diverse concubine, ma le nascose. Con queste donne ebbe cinque figli: il primogenito, Chi Tso kuo, nacque nel 1567. Nel maggio 1630, il suo terzo figlio, Chi Chang kuo, nato nel 1573, che serviva come comandante del tribunale di polizia della guardia ricamata di Pechino, venne commemorato sulle distinte imprese del padre, e richiese una designazione ufficiale per il santuario di Teng chou. L'imperatore gli diede il nome Piao chung tzu. Nel luglio 1582, il fratello minore Chi Chi'mei divenne comandante regionale di Kweichow.
A 27 anni, partecipò con le sue truppe alla difesa di Jimen, oggi Changping, città situata a nord ovest di Pechino. A 28 anni, superò con successo gli esami militari provinciali e, a 29, si recò a Pechino per sostenere alla sezione di arti marziali l'esame imperiale finale. Durante questo esame, le truppe mongole orientali comandate da Altan Khan penetrarono le difese del nord, assediando la capitale. I candidati, e quindi anche Qi Jiguang, vennero mobilitati per la difesa. Qi si distinse, durante la battaglia, per il suo straordinario valore e ingegno militare, che alla fine vide la sconfitta degli invasori mongoli.

### I piratiwokou

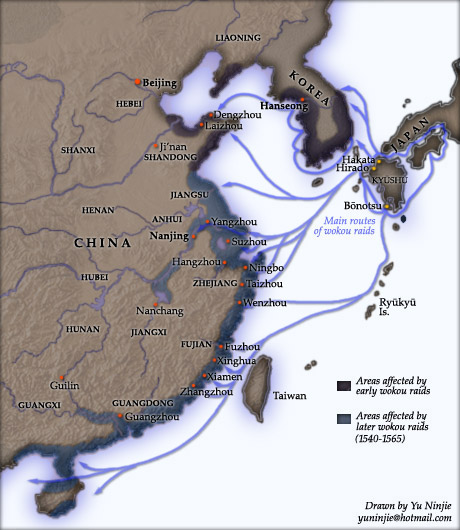
Incursioni di pirati giapponesi in Cina e Corea all'epoca di Qi Jiguang.

Nel 1553, venne promosso a Dou zhi hui qian shi (都指揮僉事, commissario militare provinciale) dello Shandong, a difesa delle incursioni dei pirati wokou, una miscela di cinesi, giapponesi, portoghesi e asiatici del sud-est che la storiografia cinese coeva designa, in senso dispregiativo, come "pirati giapponesi" o "pirati nani". Quando assunse il comando della difesa costiera dello Shandong, aveva a disposizione meno di 10.000 soldati, anche se ufficialmente avrebbe dovuto contare su 30.000 combattenti. Probabilmente tale emorragia era dovuta alla costante e rapida diserzione di uomini giovani e forti, motivati da una vita migliore, uomini che si lasciavano dietro combattenti anziani e deboli. Le truppe mancavano anche di formazione e disciplina, mentre le opere di difesa erano fatiscenti a causa degli anni di negligenza. Qui riordinò le sue truppe e rinforzò le difese.
Alla fine del 1555, venne spedito nello Zhejiang, dove la situazione era più compromessa: i pirati giapponesi avevano stretto alleanze con i banditi locali, per cui stavano diventando molto potenti. Assieme ad altri famosi generali dell'epoca, Yu Dayou e Tan Lun, condusse, nel 1558, i soldati Ming alla vittoria decisiva presso Cengang. Le sue truppe distrussero le ultime resistenze dei pirati giapponesi nei pressi di Taozhu, Haimen e Taizhou. Dopo la vittoria a Cengang, il generale non solo non venne accreditato per il suo valore, ma a causa di false calunnie ritenute credibili, ossia di aver mantenuto contatti con i pirati giapponesi, venne quasi retrocesso di grado.
Con la situazione nello Zhejiang sotto controllo, si concentrò sulla disciplina e sull'organizzazione delle truppe. Arruolò principalmente minatori e contadini dalla contea di Yiwu, in quanto era convinto che le persone di quella contea fossero onesti e lavoratori. Seguì inoltre la costruzione di quarantaquattro vascelli di diverse dimensioni da utilizzare contro i pirati in mare.
La prima prova per la nuova armata di Qi Jiguang contro i pirati giapponesi giunse nel 1559, con una battaglia durata per oltre un mese nella prefettura di Taizhou. Morirono in combattimento cinquemila pirati giapponesi, così l'esercito di Qi Jiguang si accreditò definitivamente, sia tra la gente dello Zhejiang, che tra i suoi nemici.
Come risultato delle campagne militari del generale nello Zhejiang, i pirati giapponesi spostarono la loro attenzione alla provincia del Fujian, dove più di diecimila di loro costituirono delle roccheforti lungo le coste, nell'area da Fu'an a nord, fino a Zhangzhou a sud. Nel luglio 1562, condusse seimila soldati d'élite nel Fujian, sradicando in meno di due mesi dalla presenza dei pirati giapponesi dai tre maggiori centri, Hengyu, Niutian e Lindun.
Nonostante la vittoria, le sue truppe avevano comunque subito consistenti perdite, molti soldati erano feriti o ammalati, per cui avendo sconfitto i pirati giapponesi, si ritirò nello Zhejiang per ritrovare le forze. I pirati così ne approfittarono per riconquistare il Fujian, in particolare la città di Xinghua, oggi Putian. Nell'aprile 1563, il generale ritornò nello Fujian con diecimila soldati riconquistando Xinghua. L'anno successivo, una serie di vittorie decisive dell'esercito imperiale di Qi Jiguang risolse finalmente in modo definitivo il problema la presenza dei pirati nella regione.
Nel settembre 1565, combatté la battaglia decisiva presso l'isola di Nan-ao, situata al confine tra le province del Fujian e Guangdong, battaglia che sancì la definitiva sconfitta del resto della forza combinata di pirati giapponesi e cinesi con nuovamente l'apporto delle forze comandate dallo stesso Qi Jiguang e dal suo vecchio compagno Yu Dayou.

### La difesa del Nord

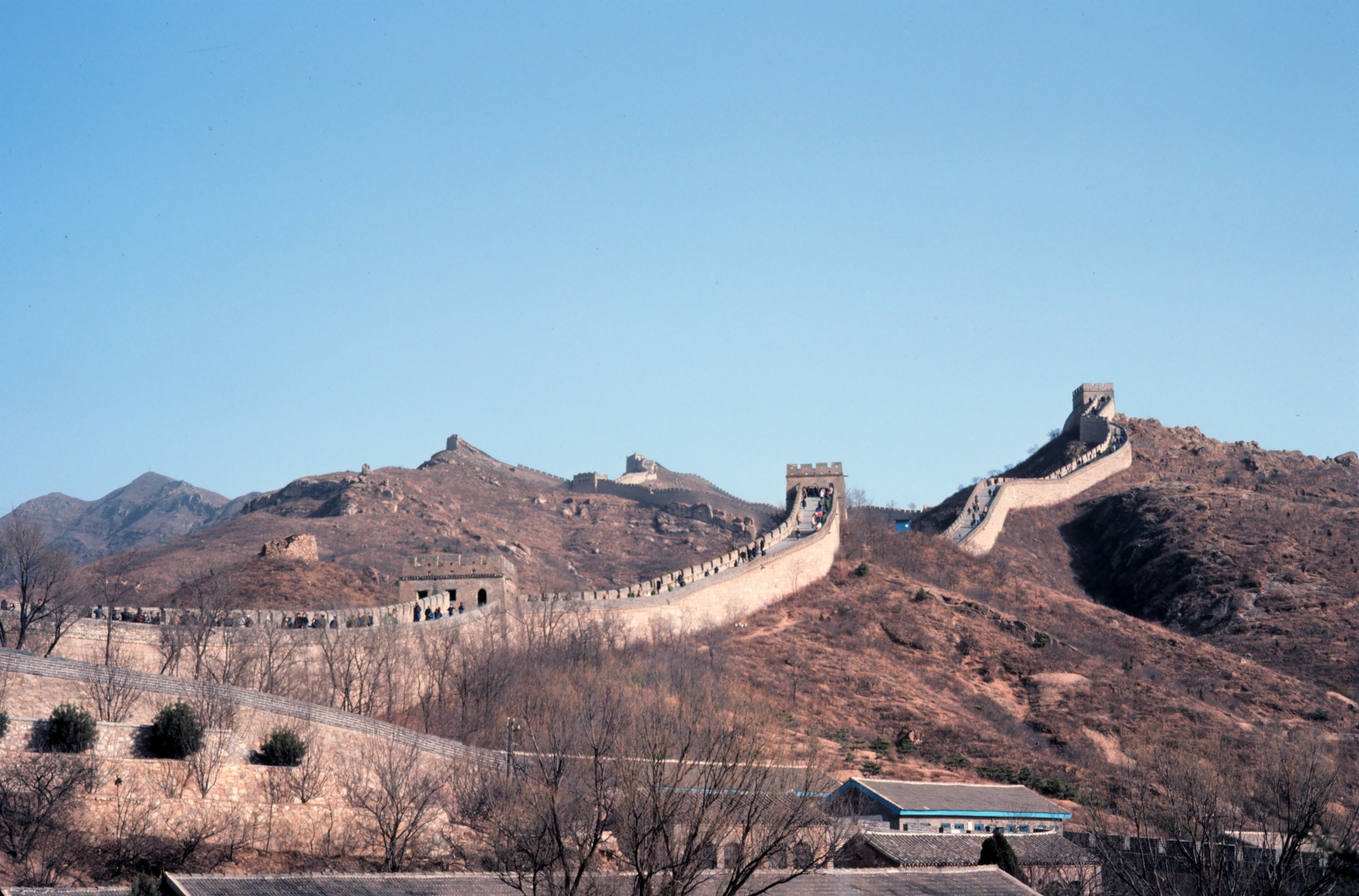
La Grande muraglia cinese a Badaling, che Qi Jiguang rinforzò.

Alla fine del 1567, con la presenza dei pirati lungo la costa ormai sotto controllo, venne chiamato a Pechino per assumere l'incarico nell'addestramento delle guardie imperiali.
Con la rivolta contro la dinastia Yuan a metà del XIV secolo, Zhu Yuanzhang aveva sconfitto i mongoli del nord al di là della Grande muraglia cinese e fondando la dinastia Ming. Tuttavia, non riuscì a indebolire il potere dei mongoli, che continuerà a tormentare il fronte nord della Cina per i prossimi duecento anni. Quando Qi Jiguang era a Pechino nel 1550, Altan Khan, capo dell'ala destra dei mongoli, sfondò le difese nord e riuscì quasi a conquistare Pechino. Nel 1571, la dinastia Ming conferì ad Altan Khan il titolo di "Signore Shunyi" (順義 王) stabilendo accordi commerciali con i mongoli. Grazie a tale accordo Altan Khan proibì ai suoi subordinati di razziare gli insediamenti cinesi. Tuttavia, l'ala sinistra dei mongoli guidati da Jasaghtu Khan continuò a saggiare le difese di Qi Jiguang, ma senza molto successo.
L'anno successivo, gli venne assegnato il comando delle truppe poste nella regione dello Jinzhou per difendere l'impero, sempre dalle incursioni mongole. Durante questo periodo, tra il 1567 e il 1570, fece riparare e rinforzare una sezione della Grande muraglia, aggiungendo mattoni a parti costruite in precedenza in terra battuta, costruendo inoltre ben 1.200 torri di guardia dal passo Shanhai al passo Juyong, per avvertire dell'eventuale avvicinamento dei predoni mongoli. Dopo due anni di duro lavoro, la capacità difensiva nel nord crebbe enormemente. La sede del comando centrale, dalla quale diresse la difesa di Pechino, era situata in un imponente edificio, alto quattro metri e mezzo.
Nell'inverno del 1572, diresse, per oltre un mese, anche esercitazioni militari composte da oltre centomila soldati. Da questa esperienza, scrisse il Lianbing shi ji (練兵實紀, ricordi delle reali esercitazioni militari), riferimento insostituibile per capi militari venuti dopo di lui. Nel periodo in cui si trovò in Jizhou, nessun cavaliere mongolo riuscì ad attraversare la Grande muraglia ed entrare in Cina.
Gli attacchi mongoli di quegli anni furono diretti da Dong Huli, della tribù Duoyan. Le sue truppe li sconfissero molte volte e catturarono il fratello minore, Changtu. Quando Dong portò suo nipote e trecento membri del clan a chiedere pietà in lacrime nell'avamposto, accettò la loro resa. Dong rilasciò prigionieri dai suoi precedenti saccheggi e promise di non invadere mai più Jizhou.
Nella primavera del 1577, dopo anni di duro lavoro, si ammalò di una malattia ai polmoni dopo un lungo esaurimento e depressione mentale.

### La morte
Nel febbraio 1583, venne sollevato dal suo incarico sulla frontiera settentrionale e gli venne assegnato una posizione inattiva nel Guangdong. Per quasi un anno, invece di avvilirsi, usò questo tempo per scrivere e rettificare tutte le sue opere. Oltre a essere stato accusato ingiustamente dalla corte di essere stato complice della serie di riforme del primo ministro Zhang Juzheng, volte a rinforzare il potere assoluto dell'imperatore e diminuire quello dei corrotti funzionari locali, meno di sei mesi dopo la sua morte, che era stato il suo più grande sostenitore politico e aveva costantemente sostenuto le sue azioni nel settore della difesa di frontiera, le sue condizioni di salute già precarie peggiorarono nei successivi due anni, costringendolo, nell'ottobre 1585, a ritirarsi nella sua città natale, Luqiao, per recuperare dopo aver subito una ricaduta. Sua moglie lo lasciò poco dopo, per cui trascorse il resto dei suoi anni in condizioni di povertà e malattia.
Per tutta la vita, per vincere meglio l'affetto dei suoi soldati, non aveva mai esitato a dare i suoi soldi per aiutarli. Il che spiega perché non aveva mai raccolto una fortuna per sé stesso o per la sua famiglia: non aveva nemmeno abbastanza per pagare le sue medicine per curare la sua malattia. Morì infine di tubercolosi nel 1588, alcuni giorni prima del Nuovo Anno Lunare, esausto e abbandonato da tutti. Il grande studioso, Wang Tao kun, poi in pensione, scrisse la sua iscrizione tombale. Caduto in disgrazia per altri trent'anni, finalmente la corte imperiale lo riabilitò, soprannominandolo Wuyij, ossia "Marziale e Intrepido". La sua vita è stata probabilmente riassunta meglio in una sua propria poesia: Trecentosessanta giorni all'anno, tengo la mia arma pronta in cima al mio destriero.

## Eredità

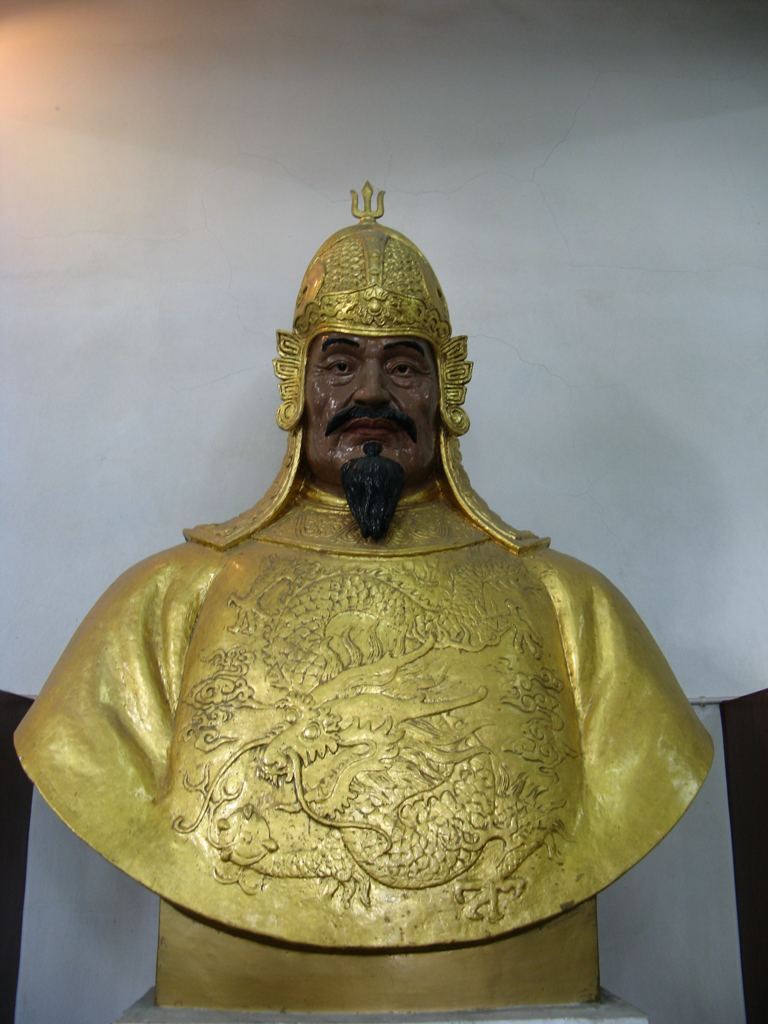
Statua di Qi Jiguang a Fuzhou.

### Libri di Qi Jiguang
Ha scritto Jixiao Xinshu (纪效新书, Il libro di Ji Xiaoxin), Lianbing shi ji (练兵实纪, Addestramento militare), Li rong yaolue (莅戎要略, Riunione), Wubei xinshu (吾辈心术, Il mio cuore). Ha inoltre composto dei poemi, raccolti in Zhizhi tang ji (止止堂集, Fermare la raccolta).

### Filmografia
- Atlantide - La grande muraglia, documentario, interpretato da Lim Yu-Beng.